# Jocul apocalipsei (Star Trek: Deep Space Nine)
„Jocul apocalipsei” este cel de-al 33-lea episod din serialul american de televiziune științifico-fantastic Star Trek: Deep Space Nine. Este al 13-lea episod al celui de-al doilea sezon.
Plasat în secolul al XXIV-lea, serialul urmărește aventurile de pe Deep Space Nine, o stație spațială situată în apropierea unei găuri de vierme stabile între cadranele Alfa și Gamma ale galaxiei Calea Lactee, în apropierea planetei Bajor. În acest episod, O'Brien și dr. Bashir ajută două rase să își distrugă armele biologice, dar ambele guverne vor să se asigure că nu vor supraviețui cunoștințele tehnice despre aceste arme.

## Prezentare
Dr. Bashir și O'Brien și-au petrecut ultima săptămână ajutând două rase, T'Lani și Kellerun, să dezmembreze arme biologice mortale cunoscute sub numele de „Secerătorii”. Aceștia îi asigură pe ambasadorii T'Lani și Kellerun că toate dosarele legate de Secerători au fost distruse, pentru a preveni crearea lor din nou.
Când vine momentul să distrugă ultimul Secerător, doi soldați Kellerun intră în laborator și încep să tragă în oamenii de știință, atât T'Lani cât și Kellerun. Bashir și O'Brien îi înving pe soldați, dar o picătură din lichidul Secerătorului cade pe pielea lui O'Brien. Pentru a scăpa, ei sunt forțați să se teleporteze pe suprafața planetei pe care orbitează.
Ambasadorii T'Lani și Kellerun îl informează pe comandantul Sisko că O'Brien și Bashir au murit într-un accident și îi furnizează o înregistrare care se presupune că arată moartea întregii echipe de cercetători din cauza unei proceduri automate de securitate. Ofițerii superior al Deep Space Nine deplâng pierderea colegilor lor de echipaj, iar Sisko o informează pe soția lui O'Brien, Keiko, despre moartea acestuia.
Între timp, Bashir și O'Brien sunt blocați într-un oraș abandonat de pe suprafața planetei. O'Brien încearcă să repare un sistem de comunicații stricat pentru a-i informa pe T'Lani de aparenta trădare a Kellerunilor. Bashir descoperă că O'Brien a fost infectat de Secerător și, pe măsură ce starea lui O'Brien începe să se deterioreze, este forțat să preia încercările de reparare.
Keiko insistă că înregistrarea presupusului accident a fost falsificată: înregistrarea video îl arată pe O'Brien bând cafea după-amiaza, lucru pe care ea este sigură că el nu l-ar face niciodată. Sisko și locotenentul Dax călătoresc cu o navetă pentru a vizita locul „accidentului”, unde Dax investighează naveta lui O'Brien și Bashir și găsește dovezi că înregistrările acestuia au fost modificate.
Ambasadorii T'Lani și Kellerun apar împreună la ascunzătoarea lui Bashir și O'Brien. Aceștia dezvăluie că atacul asupra echipei științifice a fost un efort comun menit să șteargă toate cunoștințele care ar putea fi folosite pentru a crea culegători și se pregătesc să îi execute pe Bashir și O'Brien. Sisko și Dax îi salvează, transportându-i în naveta lor. T'Lani și Kellerun le cer să se întoarcă și deschid focul asupra navetei când Sisko refuză; dar Sisko îi păcălește, scăpând în siguranță cu cealaltă navetă.
În timp ce O'Brien se recuperează după otrăvirea cu recoltator pe Deep Space Nine, Keiko este uimită să descopere că el bea cafea după-amiaza.